# キンク (セクシュアリティ)
キンク（kink）とは、人間の性において、型破りな性行為、概念、空想を用いることをいう。この用語は、人の性行動における「屈折」（bend、kink）という考えに由来し、そのような行動を「ストレート」または「バニラ」の性的風俗や性癖と対比させる。そのため、キンクは非規範的な性行動を指す口語的用語といえる。21世紀では、「キンク」という用語は、BDSM、レザー、フェティシズムなどの表現と共に、性的倒錯という用語よりも一般的に使用されるようになった。一部の大学では、 LGBTQ問題の文脈の中で、キンクに焦点を当てた学生団体が組織されている
。
キンクの性行為は、性的パートナーとの間の親密さを高める手段として、従来の性行為と考えられているものの向こうにある。キンクとフェティシズムを区別し、前者をパートナーとの親密さを高めるもの、後者はその代わりとなるものと定義する人もいる。性的価値観自体が時代や場所によって異なるため、何がキンクで何がそうでないかの定義も大きく異なる。
2016年に発表された調査では、回答者の半数近くが何らかの性的倒錯に興味を持っており、約3分の1が少なくとも一度は性的倒錯行為を行ったことがあることが判明した。